# Паметник на Гоце Делчев (Благоевград)
Паметникът на Гоце Делчев е монумент в чест на водача на Вътрешната македоно-одринска организация Гоце Делчев (1872 – 1903) в Благоевград, България. Издигнат е в 1955 година и е разположен на площад „Македония”.
Представлява внушителен паметник, като Гоце Делчев е в цял ръст, с хайдушко облекло и с наметнат ямурлук. На постамента на деветметровия ансамбъл е изписано името на Гоце Делчев, годините на раждането и на смъртта му и неговите думи: „Аз разбирам света единствено като поле за културно съревнование между народите“. Автор на паметника е скулпторът Крум Дерменджиев (1916 – 2005).
Ансамбълът е разположен върху площадка, широка 12 метра и дълга също 12 метра, покрита с плочи и оградена с цветни лехи. Постаментът и пиедесталът са от едри гранитни блокове с неправилна форма. Върху постамента има малка бронзова площадка, а на нея е издигната фигурата на Гоце Делчев в цял ръст. Фигурата е излята от чугун и е висока 3,5 метра. Общата височина на ансамбъла е девет метра.
В изграждането на монумента участват много доброволци. Технически отговорник за изработването на основата на паметника е Коста Гюров.   Сиенитовите блокове се добиват при село Стара Кресна.  Превозени са с волски коли до гара Кресна, а оттам – с железницата до Благоевград.
Паметникът е открит официално на 2 август 1955 година. Той замества разрушения след 1944 година Паметник на незнайния македонски четник, разположен в непосредствена близост, на чието място днес има само паметна плоча.
Паметникът е включен в Регистъра на военните паметници в България.